# European Independent Film Critics

L’European Independent Film Critics est une association de critiques qui célèbre le cinéma indépendant européen créée en 2009.
Elle remet chaque année depuis 2010 les European Independent Film Critics Awards.
Le jury est composé de nombreux critiques européens.

## Catégories de récompense
- Meilleur film
- Meilleur réalisateur
- Meilleur producteur
- Meilleur acteur
- Meilleure actrice
- Meilleur acteur dans un second rôle
- Meilleure actrice dans un second rôle
- Meilleur scénario
- Meilleure photographie
- Meilleurs décors
- Meilleur montage
- Meilleure musique
- Meilleur film international